# Crassula thunbergiana
Crassula thunbergiana là một loài thực vật có hoa trong họ Crassulaceae. Loài này được Schult. miêu tả khoa học đầu tiên năm 1820.